# لينوكس (نيويورك)
لينوكس (بالإنجليزية: Lenox, New York)‏ هي بلدة أمريكية تقع في الولايات المتحدة في مقاطعة ماديسون، نيويورك. يقدر عدد سكانها بـ 9,112 نسمة ومساحتها 94.3 كم2 وترتفع عن سطح البحر 119 متر.